# Madeleine de France (1443-1495)
Pour les articles homonymes, voir Madeleine de France.
Titre
Régente de Navarre
1479 – 1494
Madeleine de France ou de Valois (Tours, 1er décembre 1443-Pampelune, 21 janvier 1495) est une princesse française, fille de Charles VII, roi de France et de Marie d'Anjou, devenue princesse de Viane par son mariage avec l'héritier du royaume de Navarre, Gaston de Foix. Elle assura la régence de Navarre pour ses enfants mineurs de 1479 à 1494.

## Biographie
Elle fut fiancée à Ladislas le Posthume (de Habsbourg), roi de Hongrie, Croatie, Bohème, et duc d'Autriche, mais ce dernier mourut (en 1457, à dix-sept ans ; on sait aujourd'hui que c'était de leucémie) avant d'avoir eu le temps de l'épouser.
Elle épousa finalement le 7 mars 1462 à Saint-Macaire Gaston de Foix (1444 † 1470), prince de Viane, fils de Gaston IV, comte de Foix et vicomte de Béarn, et d'Éléonore Ire d'Aragon, reine de Navarre. Il s'agissait d'un acte diplomatique de Louis XI, frère de celle-ci, qui envisageait une alliance forte avec Gaston IV de Foix-Béarn. Le roi avait accueilli, le 11 février à Saint-Jean-d'Angély, les ambassadeurs de ce prince, afin de ratifier le contrat de mariage. Par ce contrat, à Madeleine, le roi attribuait en dot 100 000 écus d'or dont 24 000 avaient été versés à partir du 7 mars.
De cette union, elle donna naissance à :
- François Fébus de Foix (vers 1466 - † 1483), roi de Navarre
- Catherine de Foix (1468 - † 1517), reine de Navarre, mariée en 1484 à Jean III d'Albret (1469 † 1516)[3].

Son mari mourut en 1470, son beau-père en 1472 et sa belle-mère en 1479 et son fils, encore mineur en hérita. Madeleine assura la régence de la Navarre au nom de son fils, qui mourut en 1483 à l'âge de 17 ans, puis au nom de sa fille jusqu'en 1494. Après la mort de son fils, elle entra en guerre contre l'oncle de son époux, Jean de Foix, qui contestait les droits de sa fille au trône de Navarre.

## Galerie d'images

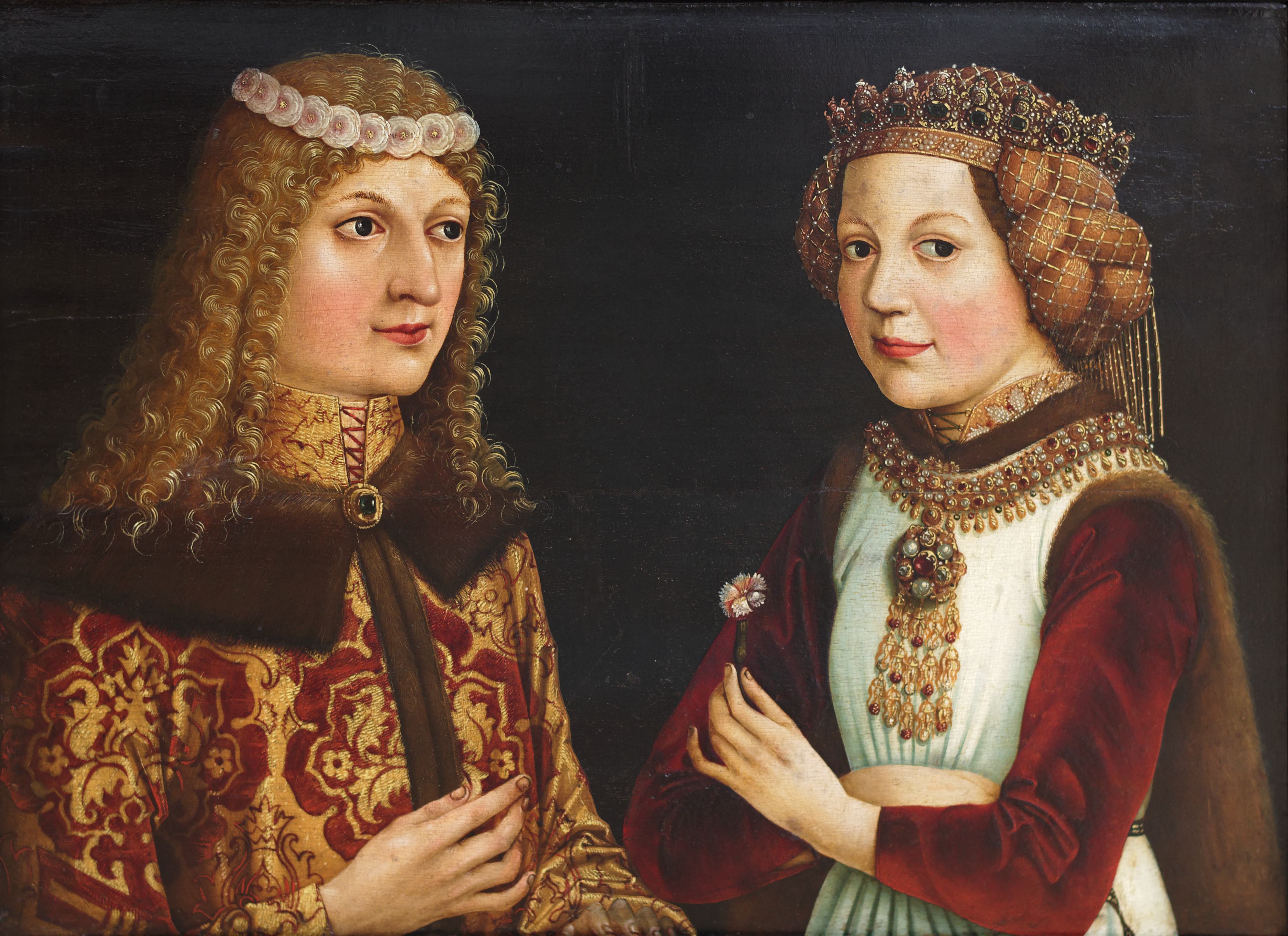
Portrait de fiançailles de Ladislas le Posthume et Madeleine de France
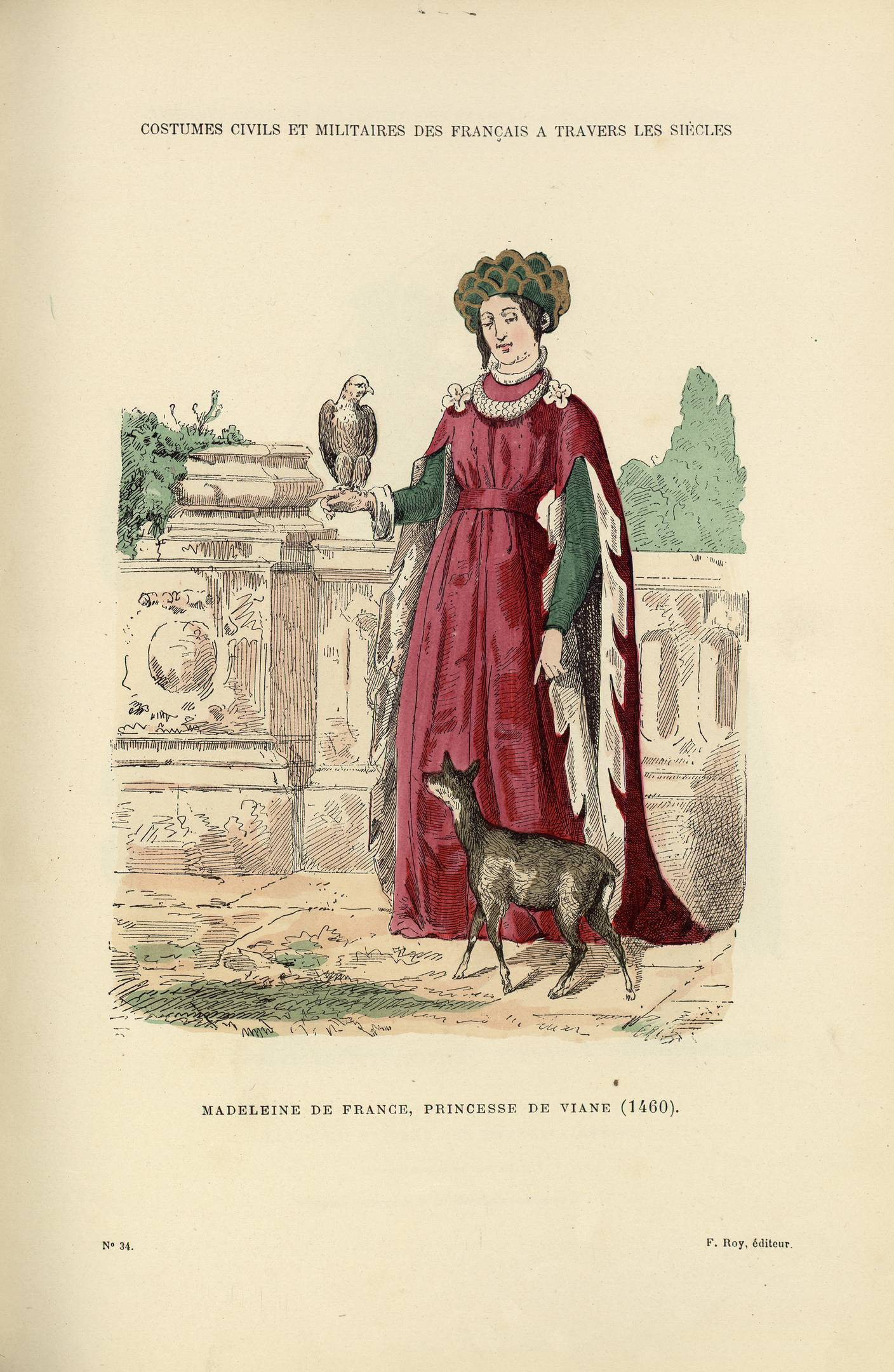
Madeleine de France tenant un faucon sur son poing, d'après une illustration du XIXe siècle.